# Алексеј Абрикосов
Алексеј Алексејевич Абрикосов (рус. Алексей Алексеевич Абрикосов; Москва, 25. јун 1928 — Пало Алто, 29. март 2017) руски је теоријски физичар и нобеловац чија је главна област интересовања физика кондензоване материје.

## Биографија
Абрикосов је дипломирао на Московском државном универзитету 1948. Од 1948. до 1965. радио је на „Институту за проблеме физике” Академије наука Совјетског Савеза, где је докторирао 1951. на теорији термалне дифузије у плазми. Године 1955. стекао је нов докторат, овај пут у области квантне електродинамике на високим енергијама. Као професор на Московском државном универзитету радио је од 1965.
Године 1952., Абрикосов је открио како магнетни флукс може да продре у суперпроводник. Ова појава се назива суперпроводљивост типа II, а одговарајући распоред линија магнетног флукса се назива „Абрикосовљева решетка”.
Од 1991. ради у Националној лабораторији Аргон у Илиноису, САД. Држављанин је Русије и САД.
Године 2003. Абрикосов је награђен Нобеловом наградом за физику, заједно са Виталијем Гинзбургом и Ентонијем Џејмсом Легетом. Награда им је додељена за „пионирски допринос теорији суперпроводника и суперфлуида”.